# セントリーガン
セントリーガン（英: sentry gun）は、センサーが検出した目標に自動的に向けられて発射される軍事兵器である。最初期に実用化された軍用セントリーガンは、飛来する短距離ミサイルや敵機の検出とその破壊に使用されてきたファランクスなどの点防衛兵器「近接兵器システム」（CIWS）である。CIWSは最初は海軍の艦艇にのみ使用され、現在は陸上防衛兵器としても使用されている。

## 軍用

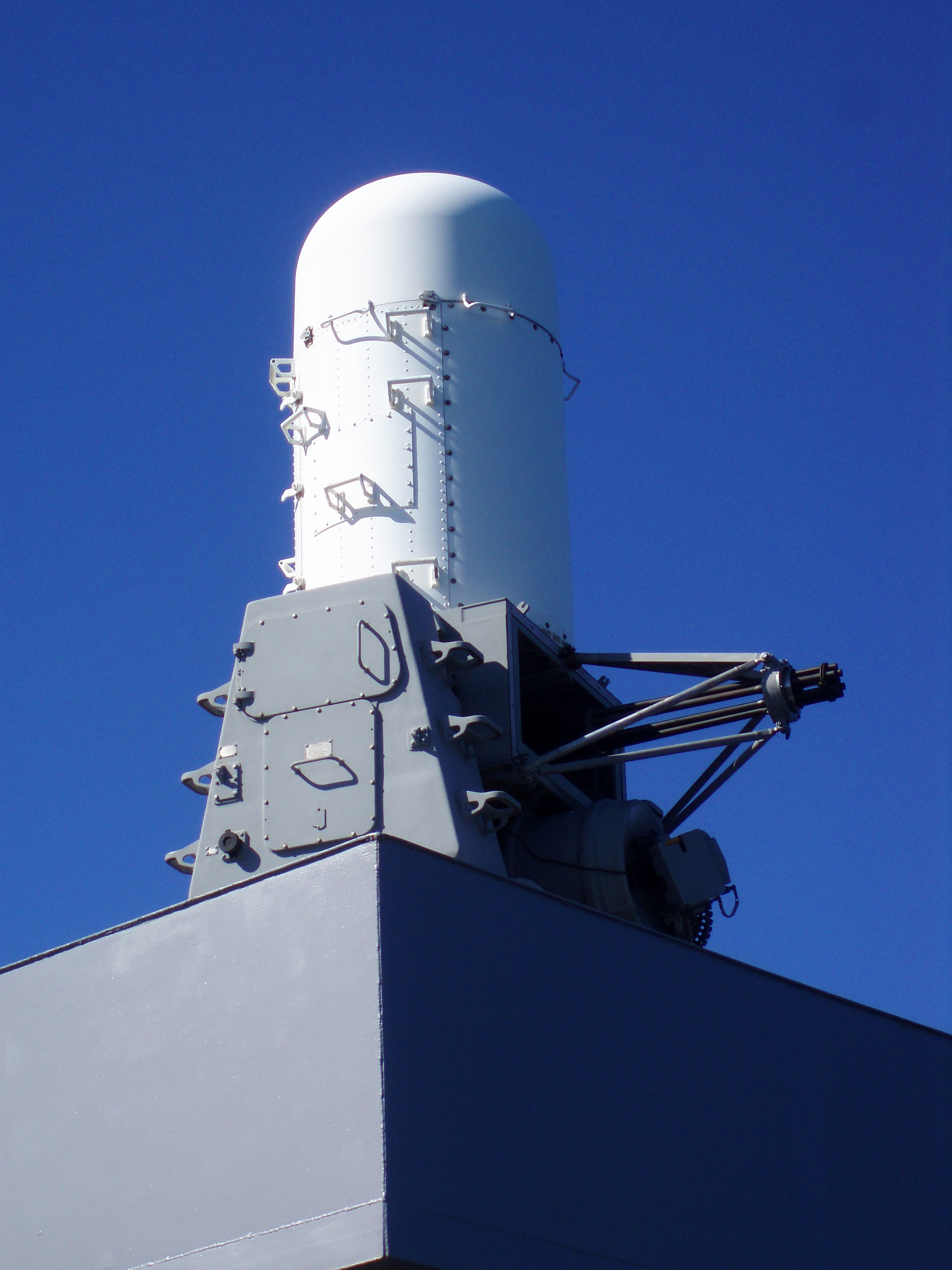
米海軍の輸送艦デンバーに搭載された自動砲塔「ファランクス」

### サムスンSGR-A1
サムスンSGR-A1は、韓国と北朝鮮の国境にある非武装地帯の人間の歩哨を置き換えるように設計された韓国の軍事ロボット歩哨である。この固定システムは、サムスンの防衛子会社サムスンテックウィンによって製造された。

### セントリーテック
2007年、イスラエル軍は、数百メートル間隔でトーチカが配置されているガザ地区の国境フェンス沿いにセントリーテックシステム「Roeh-Yoreh」（イスラエル軍による呼称）を配備した。400万米ドルの同システムは、2008年春の終わりに完成した。この兵器システムは、不透明な保護シールドで覆われた各トーチカに、12.7x99mm弾を使用する自動ブローニングM2機関銃とスパイク誘導ミサイルを搭載している。Roeh-Yorehは1人の兵士によって操作され、カメラ、長距離電子光学センサー、地上センサー、有人航空機、頭上のドローン、およびレーダーから情報が提供される。光ファイバーを介してリモートオペレーターステーションとコマンド＆コントロールセンターに接続された機関銃搭載の各ステーションは、一種のロボット狙撃兵として機能し、奥行き約1500メートルの立ち入り禁止区域を敷くことを可能としている。この兵器はサムソンRCWSをベースとしており、Roeh-Yorehはターゲットを捕捉し、独立して発砲ソリューションを維持することが可能なものの、兵器を発砲するには人間の入力を必要とする。
何十人もの人々がセントリーテックシステムで撃たれた。最初に報告された個人の殺害は、2008年12月のキャスト・リード作戦中に起こったとみられる。イスラエルの情報筋によると、殺害を承認するプロセスは「複雑」であるが、それでも2分以内に実行できるという。同情報筋によると、保護ドームを開くだけでも、多くの場合で潜在的な敵を脅かして退却させるには十分であるため、発砲する場合でも主に「警告射撃」に使用されているという。

### スーパーイージスII
2010年12月、韓国の企業DoDAAMは、スーパーイージスIIを発表した。同兵器は、熱画像を使用して最大3キロメートルまでの車両や人間をロックオンする自動砲塔ベースの兵器プラットフォームであり、夜間でも機能し、気象条件の影響を受けない。システムは発砲前に言葉で警告を発し、自動的に発砲することが可能であるが、同社はスーパーイージスIIのすべての顧客が人間による確認を必要とするように設定していると報告している。同兵器はカタールや、アブダビを含むアラブ首長国連邦のさまざまな施設で使用されており、韓国の非武装地帯でテストされている。